# Bachelor of Theology
Bachelor of Theology je titul bakalářského stupně (B.Th., BTh, ThB nebo BTheol), který je studentovi udělen po třech až pěti letech studia teologických oborů vysoké školy.  Kandidáti na tento titul obvykle musí absolvovat kurzovou práci v řečtině nebo hebrejštině, stejně jako i systematickou teologii, biblickou teologii, etiku, homiletiku, hermeneutiku a křesťanskou službu. Není tedy vyžadováno vypracování a obhajoba bakalářské práce, ale studium je často o rok delší než bakalář náboženské výchovy nebo bakalář umění. V některých označeních, zejména v Anglii, se považuje za dostačující pro formální vysvěcení. 
V některých školách je BTh tříletý titul pro dospělé studenty provádějící vysvěcení, kteří nemají titul a bylo u nich upuštěno od požadavku na Mistra božství. 